# 성혜랑
성혜랑(成蕙琅, 1935년 음력 12월 20일 ~ )은 조선민주주의인민공화국의 작가이며, 김정일의 아들을 낳은 것으로 알려진 영화배우 성혜림의 언니로, 1996년에 조선민주주의인민공화국에서 탈출하여 프랑스로 망명하였다. 특히 아들인 이한영과 통화하면서 그리워했다. 아들인 이한영은 엄마인 성혜랑에게는 보물이다. 아들인 리일남에게 탈북 시그널을 보낼 정도로 아들인 리일남과 사이가 좋다.

## 생애
1936년 1월 14일(음력 12월 20일)에 태어났다.
경상남도의 지주 집안 출신으로 부부가 함께 좌익 운동을 했던 성유경(1905년~1982년 4월 13일)과 김원주(1908년 1월 23일(음력 12월 20일)~1994년 11월 3일)의 맏딸이다. 서울에서 이화여자고등학교를 다니다가 부모의 월북에 동행하여 1950년 조선민주주의인민공화국으로 갔다.
월북 후 김일성종합대학을 졸업하고 〈혁명전위〉(1974) 등 단편소설 위주의 작품 활동을 했다. 망명한 뒤 남한에서 출간한 수기 《소식을 전합니다》(지식나라, 1999), 회고록 《등나무집》(지식나라, 2000)이 있다.
이들 수기에는 조선민주주의인민공화국에서 작가 생활을 한 성혜랑이 가까이에서 직접 본 월북 예술인들에 대한 일화가 실려 있어, 소식을 알 수 없던 김용준을 비롯하여 배운성과 이정수 부부 등에 대한 새로운 이야기가 알려지기도 했다.
남편 이태순과의 슬하에 1남 1녀로 리일남과 리남옥을 두었으나, 남한으로 망명하여 이한영으로 이름을 바꾼 아들은 1997년 2월 25일 경기도의 집 앞에서 피살되었다. 이한영씨의 피살은 북한 공작원의 소행으로 추정되고 있다. 다만 주성하 기자는 이한영의 죽음이 러시아 마피아의 소행일지도 모른다며 가설을 제기하기도 했다.

## 가족
- 부 성유경 (1905년~1982년 4월 13일)
- 모 김원주 (1908년 1월 23일(음력 12월 20일)~1994년 11월 3일)
- 오빠 성일기 (1933년~ 2021년 8월 27일)
- 동생 성혜림 (1937년 3월 6일(음력 1월 24일)~2002년 5월 18일)
- 아들 리일남(엄마인 성혜랑이 그리워했던 아들)(1960년 4월 2일~1997년 2월 25일) - 탈북 시그널을 보낼정도로 사이가 좋다.
- 딸 이남옥 (1966년 1월 17일 ~ ) - 국적= 조선민주주의인민공화국(태어난곳),  유럽(망명지)
- 자부 김종은 (1969년~ )
- 손녀 이예인 (1990년 2월 21일~ )

## 참고자료
- NK데이터베이스, 작가 - 성혜랑
- 회고록 《등나무집》(지식나라, 2000)저자및 가족의 생년월일